# Bedjene
Bedjene è un comune dell'Algeria, situato nella provincia di Tébessa.